# Kwame
Kwame ist ein männlicher Vorname.

## Herkunft und Bedeutung
Der Name Kwame stammt aus der Sprache der Akan in Westafrika und bedeutet „der am Samstag geborene“. Er wird dort automatisch jeder männlichen Person vergeben, die an einem Samstag geboren wurde – siehe Akan-Vorname. Nur wenige lassen ihn als offiziellen Vornamen eintragen.

## Verbreitung
Der Name wird in Deutschland selten vergeben, in den letzten 10 Jahren rund 60 Mal. In Österreich wurde der Name im Zeitraum von 1984 bis 2023 nur ein Mal gewählt. In der Schweiz tragen ihn 34 Personen (Stand 2023). Kwame kommt in England seit 1996 jedes Jahr in der Namensgebung vor. Im Jahr 2006 erreichte er seine beste Platzierung mit dem 733. Rang. In den USA wird der Name seit 1960 regelmäßig vergeben, von 1930 bis 2022 etwa 3.900 Mal. Die beste Platzierung erreichte er mit Rang 583 im Jahr 1990. Seine Vergabe ist auch in Dänemark, Frankreich, Schottland und Kanada nachgewiesen.

## Namensträger

### Vorname
- Kwame Addo-Kufuor (* 1940), ghanaischer Politiker
- Kwame Amoateng (* 1987), schwedischer Fußballspieler ghanaischer Herkunft
- Kwame Anthony Appiah (* 1954), US-amerikanischer Philosoph
- Kwame Ayew (* 1973), ghanaischer Fußballspieler
- Kwame Baah (1938–1997), ghanaischer Politiker
- Kwame Brown (* 1982), US-amerikanischer Basketball-Spieler
- Kwame Gyekye (1939–2019), ghanaischer Philosoph
- Kwame Harris (* 1982), US-amerikanischer American-Football-Spieler
- Kwame Karikari (* 1992), ghanaischer Fußballspieler
- Kwame Kilpatrick (* 1970), US-amerikanischer Politiker
- Kwame Mawuena (* 1992), togoischer Fußballspieler
- Kwame Nkrumah (1909–1972), ghanaischer Politiker
- Kwame Nkrumah-Acheampong (* 1974), ghanaischer Skirennläufer
- Kwame Nsor (* 1992), ghanaischer Fußballspieler
- Kwame Steede (* 1980), bermudischer Fußballspieler
- Kwame Toure (Stokely Carmichael; 1941–1998), guineischer Bürgerrechtler US-amerikanischer Herkunft
- Kwame Yeboah (* 1994), australischer Fußballspieler

als Zwischenname
- Edward Kwame Wiredu (~1934–2008), ghanaischer Jurist und Politiker
- Peter Claver Kwame Narh (* 1978), ghanaischer Ordensgeistlicher der Steyler Missionare

### Familienname
- Kusi Kwame (* 1989), deutsch-ghanaischer Fußballspieler